# Lötbrenner

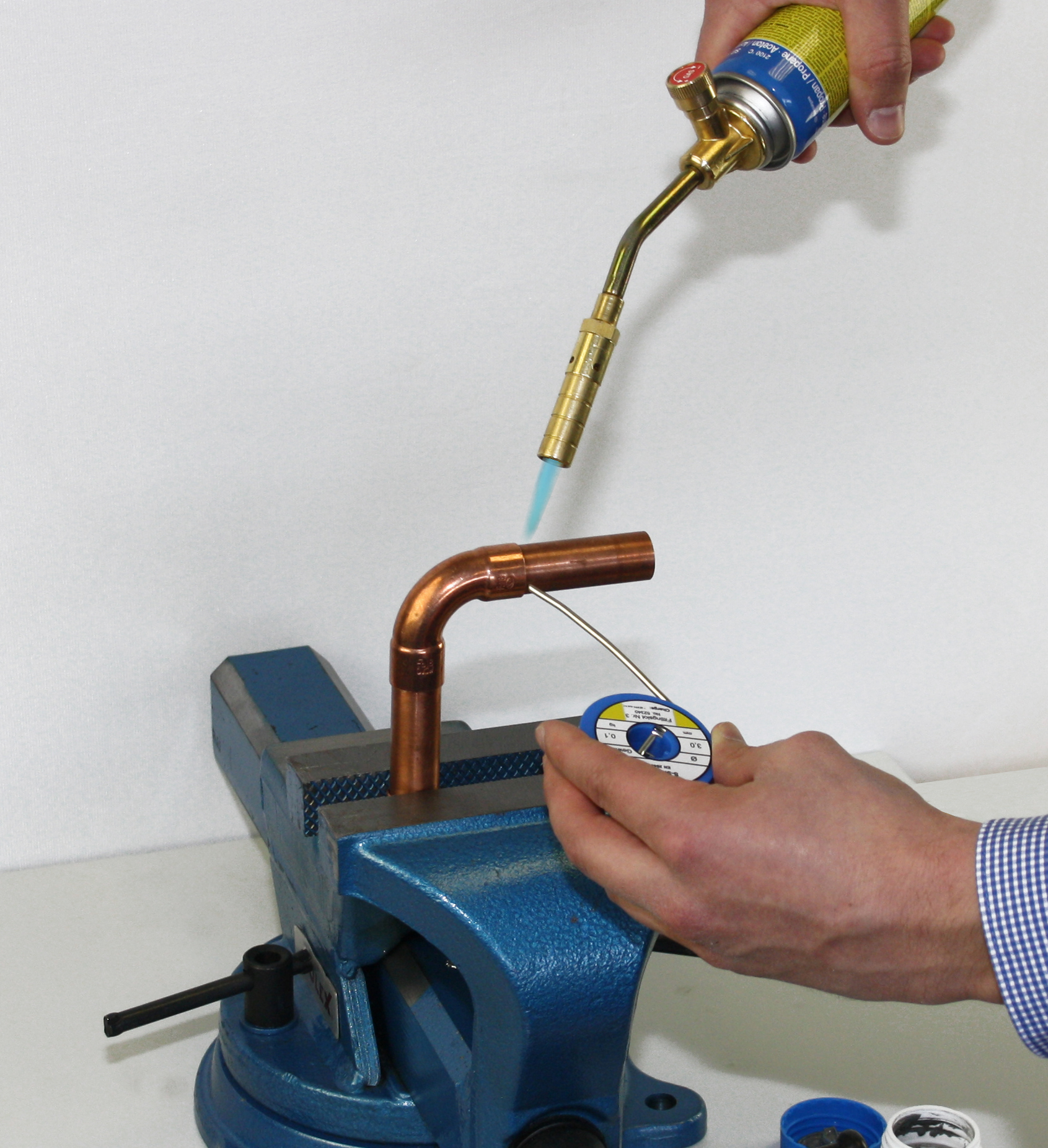
Lötbrenner mit einer Gasdruckkartusche bei der typischen Anwendung. Löten eines Kupferrohrs

Ein Lötbrenner ist eine Weiterentwicklung der Lötlampe, der Brennstoff ist hier in der Regel eine Mischung von Propan und Butan. Das meist durch einen Schlauch zugeleitete und mit einem Regelventil geregelte Gasgemisch wird über einen Injektor in ein weites Messingrohr geleitet, durch Bohrungen im Messingrohr strömt (Bernoulli-Prinzip) die notwendige Verbrennungsluft hinzu und am Ausgang des Rohres kommt es zur Flammbildung und brennt die Mischung aus Luft und Brennstoff ab. Die nutzbare Verbrennungstemperatur (Arbeitstemperatur) des Lötbrenners liegt bei 800 bis 900 Grad Celsius bei gleichzeitig großen Wärmemengen; daher werden Lötbrenner vor allem beim Hartlöten großer Werkstücke verwendet. Die Zündung kann mittels Piezo-Zündung erfolgen.